# Калашников, Прокофий Яковлевич
Проко́фий Я́ковлевич Кала́шников (15 [28] июня 1906, Самашки, Терская область — 22 июня 1977, Грозный) — Герой Советского Союза (13 сентября 1944), гвардии полковник (1951), танкист.

## Биография
Родился 15 (28) июня 1906 года в станице Самашки в казачьей семье (ныне — село Ачхой-Мартановского района Чеченской Республики). Русский.  1920 году в ходе депортации терских казаков приказом № 01721 всё казачье население станицы было выселено, семья переехала в город. С 1921 года жил в городе Грозный. В 1922 году окончил 6 классов школы, в 1925 году — ремесленное училище. Работал слесарем-фрезеровщиком на заводе «Красный молот». В 1928—1930 годах проходил срочную службу в погранвойсках (на Дальнем Востоке), был старшиной роты. После демобилизации работал машинистом в Грозненском паровозном депо.
Вновь в армии с мая 1932 года. В 1934 году окончил Орловскую бронетанковую школу. Служил в строевых танковых частях; был командиром танкового взвода, роты (в Ленинградском военном округе).
Участник советско-финляндской войны 1939—1940 годов в должности командира 517-го отдельного танкового батальона. Воевал на танке БТ-7, был награждён медалью «За боевые заслуги».
Перед войной служил в Западном военном округе (в Минской области).
Участник Великой Отечественной войны: в июне 1941-апреле 1942 — командир батальона 15-го автотранспортного полка, в апреле 1942-мае 1943 — командир 25-го отдельного автотранспортного батальона. Воевал на Западном и Центральном фронтах. Участвовал в оборонительных боях в Белоруссии, обороне Москвы и Московской наступательной операции, наступлении на Севск.
В ноябре 1943 года окончил Высшую офицерскую бронетанковую школу (город Магнитогорск Челябинской области).
С декабря 1943 года — командир 1-го танкового батальона 11-й отдельной гвардейской танковой бригады. Воевал на танке Т-34 на 1-м Украинском фронте. Участвовал в Корсунь-Шевченковской и Уманско-Ботошанской операциях. Танковый батальон под его командованием 5-12 марта 1944 года, развивая наступление в направлении городов Умань и Могилёв-Подольский, прошёл с боями около 200 км, освободив 38 населённых пунктов, захватил и уничтожил много живой силы и боевой техники противника.
За мужество и героизм, проявленный в боях, Указом Президиума Верховного Совета СССР от 13 сентября 1944 года гвардии майору Калашникову Прокофию Яковлевичу присвоено звание Героя Советского Союза с вручением ордена Ленина и медали «Золотая Звезда».
С начала лета 1944 года воевал на 1-м Белорусском фронте, где участвовал в Люблин-Брестской операции. В июле 1944 года был легко ранен в переносицу. С января 1945 года — командир 90-го гвардейского тяжёлого танкового полка. На танке ИС-2 участвовал в Варшавско-Познанской, Восточно-Померанской и Берлинской операциях.
После войны продолжал службу в армии, командовал танковым батальоном (в Группе советских войск в Германии). С 1949 года — заместитель, а затем командир танко-самоходного полка (в Прибалтийском военном округе). В 1953 году окончил Академические курсы усовершенствования офицерского состава при Военной академии бронетанковых и механизированных войск. В 1953—1954 — военный советник командира танко-самоходного полка в чехословацкой армии. С декабря 1954 года полковник П. Я. Калашников — в запасе.
Жил в городе Грозный. Умер 22 июня 1977 года. Похоронен на Центральном кладбище в Грозном. Могила является памятником регионального значения. По данным от 2010 года находится в неудовлетворительном состоянии.

## Награды
- Герой Советского Союза (13.09.1944);
- 2 ордена Ленина (13.09.1944, 5.11.1954);
- 4 ордена Красного Знамени (1.03.1944, 14.08.1944, 30.03.1945, 20.06.1949);
- Орден Александра Невского (30.05.1945);
- 2 ордена Красной Звезды (23.04.1942, 30.04.1945);
- 2 медали «За боевые заслуги» (19.05.1940, 3.11.1944);
- другие медали;
- польская медаль «За Варшаву».